# Ronnie Bedford
Ronald H. Bedford (Bridgeport, 2 juni 1931 - Powell, 20 december 2014) was een Amerikaanse jazzdrummer.

## Biografie
Bedford was afkomstig uit een muzikale familie. Op 10-jarige leeftijd begon hij op de drums te spelen. Zijn vroege voorbeeld was Gene Krupa. In 1949 toerde hij met Louis Prima en vervulde hij vervolgens zijn militaire dienstplicht bij de United States Army, waar hij in een legerband speelde. Daarna toerde hij met het kwintet van Benny Goodman, met wie hij onder andere optrad in het New Yorkse Central Park en in de Londense Royal Albert Hall. Hij werkte bovendien met Benny Carter en voor verschillende Broadwayshows. Twintig jaar lang behoorde hij tot het trio van de pianist Morris Nanton. In 1980 verhuisde hij met zijn tweede echtgenote naar Wyoming, waar hij onderwees aan colleges en universiteiten in de regio, vanaf 1986 aan het Northwest College in Powell.
Verder was hij mede-oprichter van het Yellowstone Jazz Festival. Voor zijn activiteiten ter bevordering van de jazzmuziek in Wyoming kreeg hij de Governor's Award for the Arts. Op het gebied van de jazz was hij tussen 1955 en 1999 betrokken bij 71 opnamesessies, waaronder bij Sam Donahue, Don Elliott, Pee Wee Russell, Rod Levitt, Bobby Hackett, Johnny Richards, Chuck Wayne, Lee Konitz, Bernie Leighton, Hank Jones, Carmen Leggio, Buddy DeFranco, Jimmy Maxwell, Don Friedman, Warren Chiasson, Morgana King, Chris Connor, Dick Meldonian, Walter Norris, Harold Ashby, Susannah McCorkle, Arnett Cobb en George Masso.

## Discografie
- 1982: Walter Norris With Ronnie Bedford & George Mraz: Stepping On Cracks (Progressive Records)
- 1983: Bill Watrous Quartet met Derek Smith, Linc Milliman en Ronnie Bedford: Roaring Back Into New York, New York (Famous Door)
- 1993: Ronnie Bedford Quartet met Tommy Newsom en Bill Charlap: Just Friends (Progressive)
- 1999: Ronnie Bedford & Friends: QuaDRUMvirate (Progressive) met Steve Wiest, Derek Smith, Eric Thorin

- Bibliothèque nationale de France: cb141541872 (data)
- Gemeinsame Normdatei: 134324749
- International Standard Name Identifier: 0000 0000 5519 3146
- Library of Congress Control Number: n85369940
- MusicBrainz: 285ad74b-2985-4344-bcfc-67ccb7fbe8ed
- Système universitaire de documentation: 241851076
- Virtual International Authority File: 69138656
- WorldCat: E39PBJgmQfcXtQ9Wyp439HQg8C